# Sveta Klara (Zagreb)
Sveta Klara je zagrebačko gradsko naselje koje se nalazi u južnom dijelu grada na periferiji grada. Pripada gradskoj četvrti Novi Zagreb – zapad. Graniči sa Sloboštinom na istoku, Čehima i Buzinom na jugu, Trokutom, Remetincem i Trnskom na sjeveru i Botincom na zapadu.
Poštanski broj je 10020.

## Stanovništvo
Prema podacima iz 2011. godine u naselju živi 9560 stanovnika.

## Šport
- NK Polet, nogometni klub